# Castelnau-Barbarens
Castelnau-Barbarens is een gemeente in het Franse departement Gers (regio Occitanie) en telt 452 inwoners (1999). De plaats maakt deel uit van het arrondissement Auch.

## Geografie
De oppervlakte van Castelnau-Barbarens bedraagt 41,4 km², de bevolkingsdichtheid is 10,9 inwoners per km².
De onderstaande kaart toont de ligging van Castelnau-Barbarens met de belangrijkste infrastructuur en aangrenzende gemeenten.

## Demografie
Onderstaande figuur toont het verloop van het inwonertal (bron: INSEE-tellingen).

## Geboren
- Édouard Lartet (1801-1871), geoloog, archeoloog en paleontoloog en een pionier in de paleolithische archeologie